# Denisonia
Genre
Denisonia est un genre de serpents de la famille des Elapidae.

## Répartition
Les espèces de ce genre sont endémiques d'Australie.

## Description
Ces serpents sont venimeux et vivipares.

## Liste des espèces
Selon The Reptile Database (14 août 2011) :
- Denisonia devisi Wait & Longman, 1920
- Denisonia maculata (Steindachner, 1867)

## Publication originale
- Krefft, 1869 : The Snakes of Australia; an Illustrated and Descriptive Catalogue of All the Known Species. Sydney, Govt. Printer, p. 1-100 (texte intégral).